# Барка, Эмеше
Эмеше Барка (венг. Barka Emese, 4 ноября 1989) — венгерская спортсменка, борец вольного стиля, чемпионка Европы 2019 года, чемпионка Европейских игр, призёр чемпионатов мира и Европы.

## Биография
Родилась в 1989 году в Будапеште. В 2007 года стала бронзовой призёркой чемпионата Европы. В 2013 году завоевала бронзовые медали чемпионата мира и чемпионата Европы. В 2015 году стала чемпионкой Европейских игр.